# Santiago Papasquiaro
Santiago Papasquiaro é uma cidade de 43 579 habitantes situada no centro-oeste de Durango, México.
Santiago Papasquiaro está situada em um vale no centro do estado de Durango, que é um estado do noroeste de México. A cidade fica situada entre as inclinações orientais da Serra Madre Occidental. Santiago Papasquiaro fica acima do nível do mar (1 500 metros acima do nível do mar). A agricultura é fundamental para a economia local.
Muitas pessoas de Santiago Papasquiaro emigram Estados Unidos da América e especificamente vivem muitas delas na área metropolitana de Chicago (Illinois). Chicago tem uma ampla comunidade mexicana de Durango e um número muito significativo provem de Santiago Papasquiaro.

## Famosos da cidade
- Marlene Favela, modelo e atriz (nascida em 1976 na cidade de Santiago Papasquiaro).
- Silvestre Revueltas, compositora, violonista, e maestro (nascida em Santiago Papasquiaro).
- Nancy Velazquez, personalidade do rádio e televisão residente da California (nascida em Santiago Papasquiaro).
- Membros do banda musical El Grupo Móntez de Durango.